# 일원교통
일원교통(逸院交通)은 서울특별시의 마을버스 회사이며, 본사는 서울특별시 강남구 봉은사로111길 7 (삼성동)에 있다.

## 운행 노선
- ● 강남01번 : 일원한솔아파트 - 일원역 - 삼성서울병원(정문) - (→ 암센터정문 → 의료원정문 →) - 대청역, 중동고 - 은마.쌍용아파트 - 삼성역 - 봉은사역 - 노블발렌티웨딩홀(구 8번)
- ● 강남03번 : 강남데시앙포레정문 - 세곡2지구2단지 - 궁마을 - (← 한아름아파트 ← 수서중 ← 세종고 ←) - 수서역 - 강남더샵라르고, 강남힐스테이트에코 - 세곡중, 세명초교 - 세곡푸르지오 → 은곡마을 → 세곡리엔파크 → 세곡푸르지오 → 이후 역순

## 회사소개
서울특별시 강남구 일원동 일대가 개발되면서 1번 마을버스를 신설하여 운행하였으며, 2003년 버스 개편후 현재의 강남01번로 변경해 운행하고 있다. 이후 이 노선은 현재 총 18대 중 강남01번은 서울삼성병원과 코엑스를 운행중이며, 강남03번은 SRT 수서역과 세곡지구를 운행중이다.